# Švihov (district de Klatovy)
Pour les articles homonymes, voir Švihov.
Švihov (en allemand : Schwihau) est une ville du district de Klatovy, dans la région de Plzeň, en République tchèque. Sa population s'élevait à 1 665 habitants en 2021.

## Géographie
Švihov se trouve à 10 km au nord de Klatovy, à 30 km au sud-sud-est de Plzeň et à 107 km au sud-ouest de Prague.

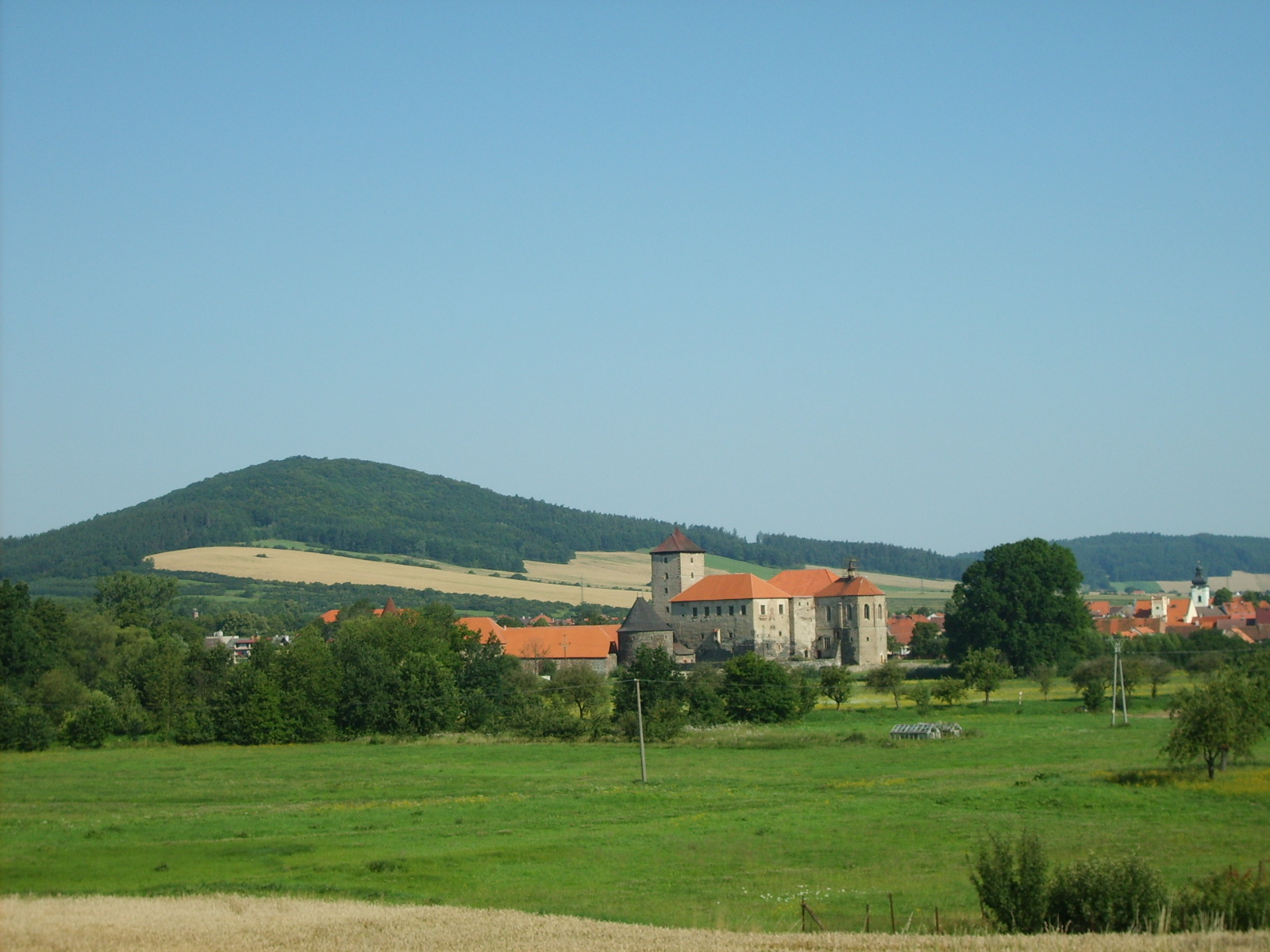
Švihov : vue générale.

La commune est limitée par Vřeskovice, Červené Poříčí, Borovy et Nezdice au nord, par Vlčí, Kbel et Měčín à l'est, par Předslav, Klatovy au sud, et par Dolany, Mezihoří et Ježovy à l'ouest.

## Histoire
La première mention écrite de la localité date de 1245.

## Administration
La commune se compose de onze sections :
- Bezděkov
- Jíno
- Kaliště
- Kamýk
- Kokšín
- Lhovice
- Stropčice
- Švihov
- Těšnice
- Třebýcinka
- Vosí

## Patrimoine
Patrimoine religieux

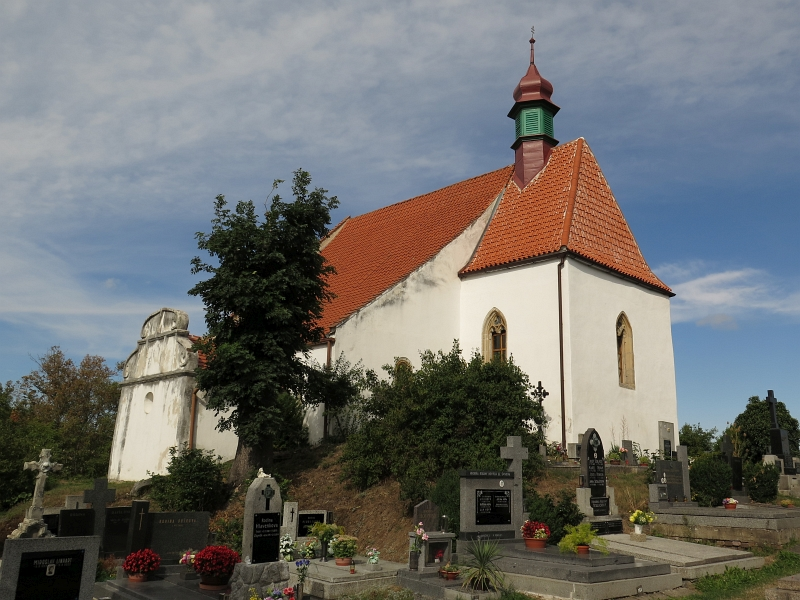
Église Saint-Gilles.
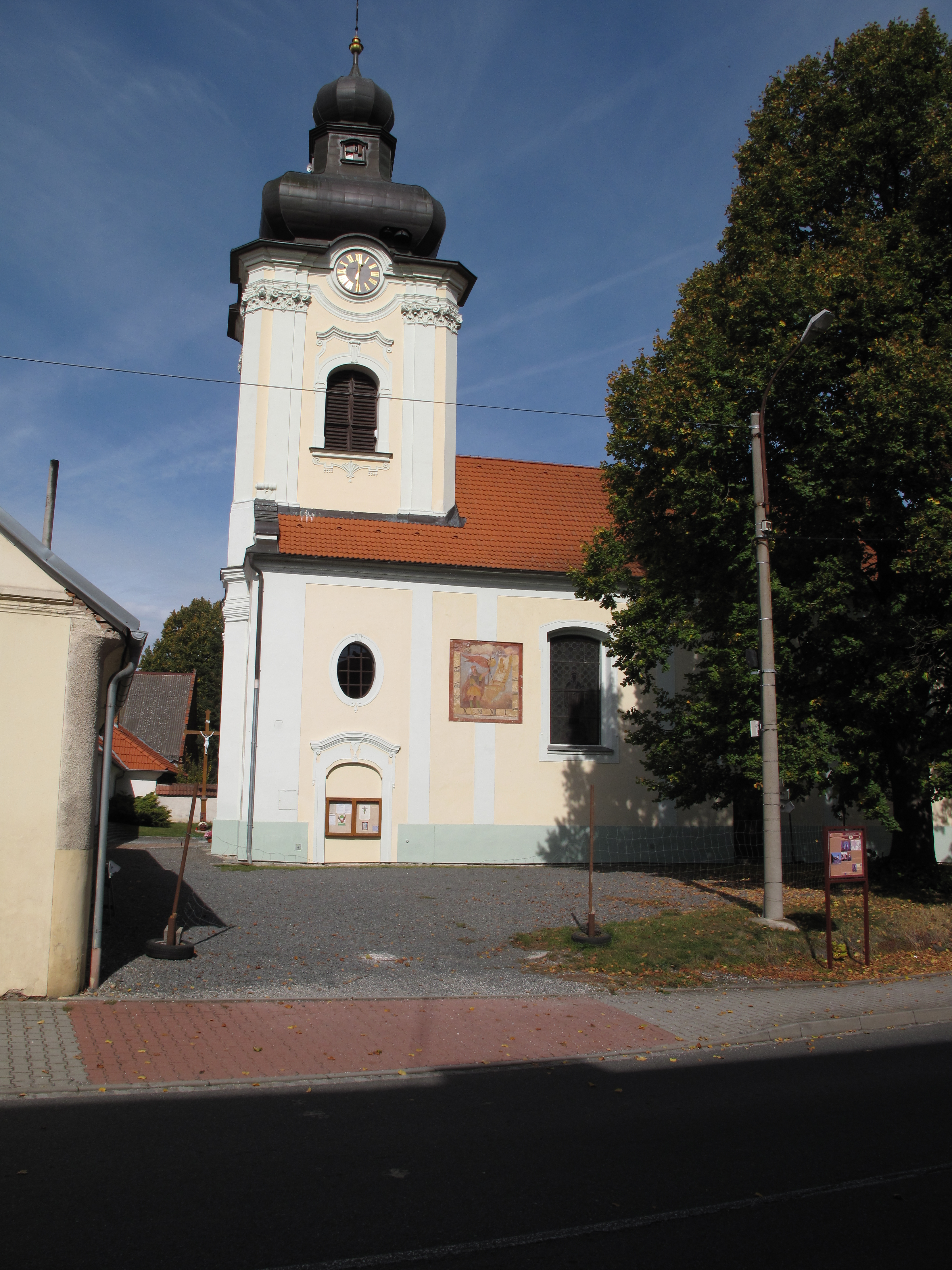
Église Saint-Venceslas.
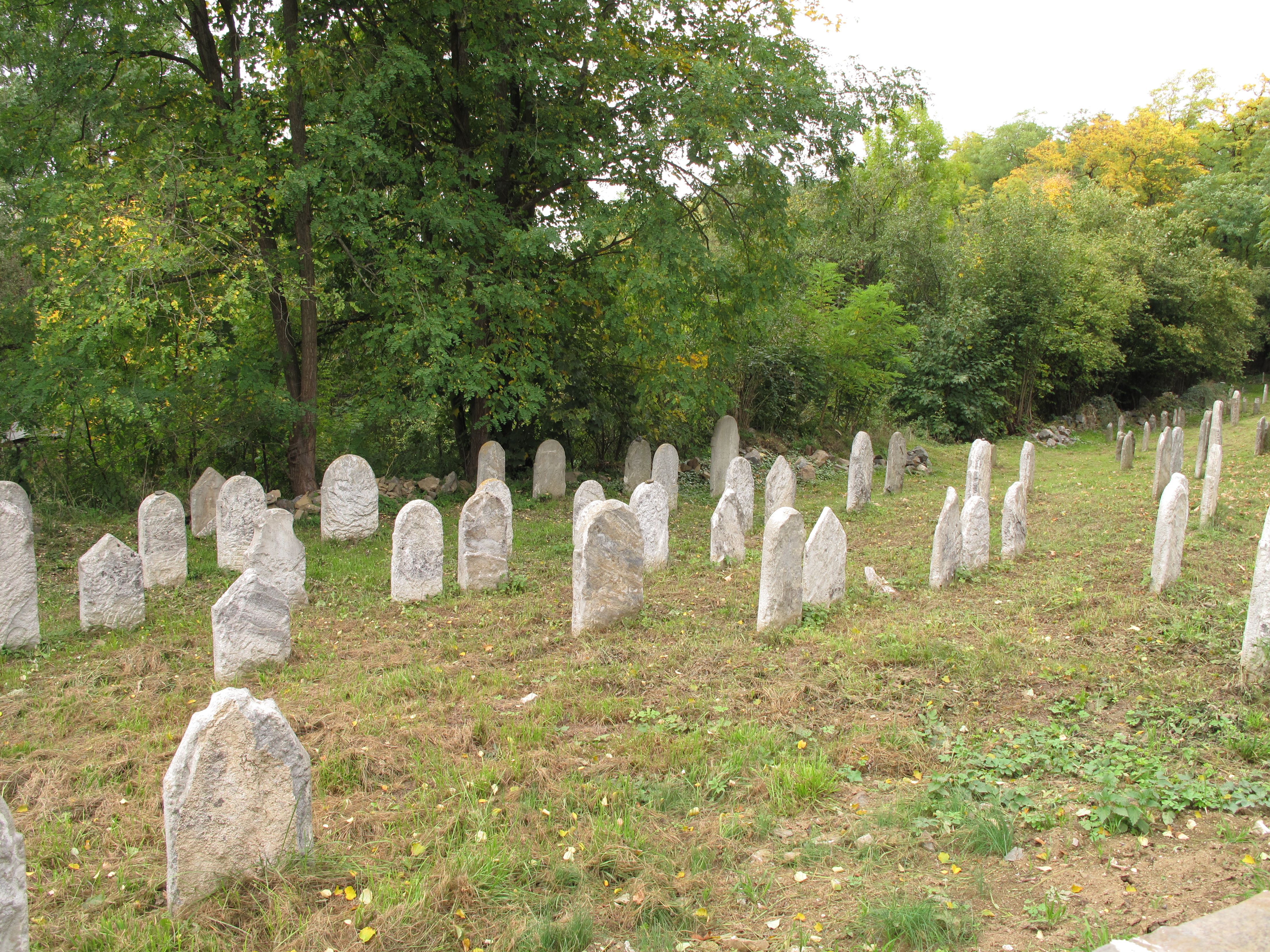
Vieux cimetière juif.

Château de Švihov
La construction du château date de la première moitié du XIVe siècle. Il fut reconstruit pour l'essentiel entre 1480 et 1489, certains travaux se prolongeant jusque vers 1520. Au XVIIe siècle, les défenses furent partiellement démantelées. À partir de 1952, le site a été restauré et abrite un musée.

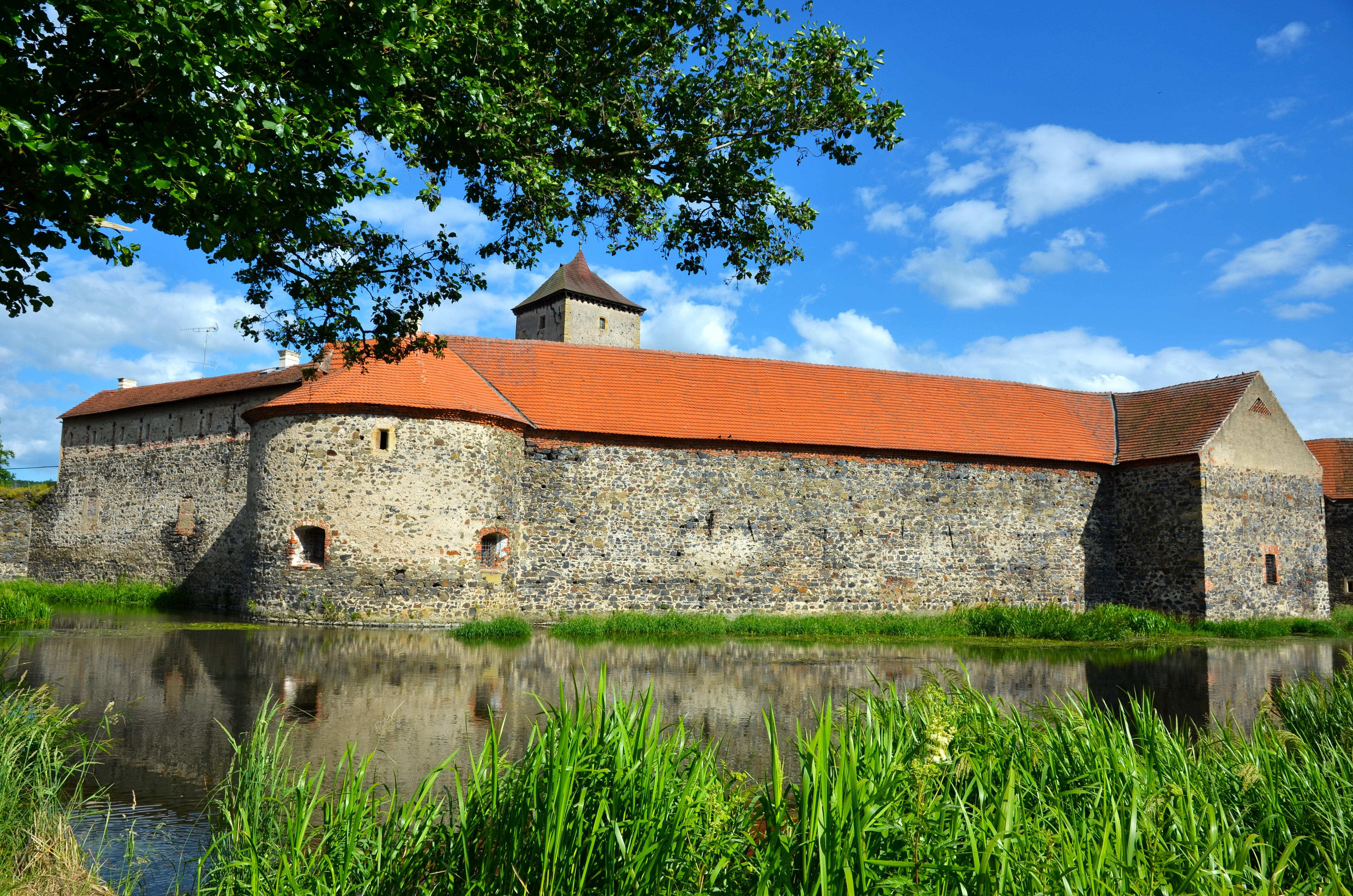
Château de Švihov : vue générale.
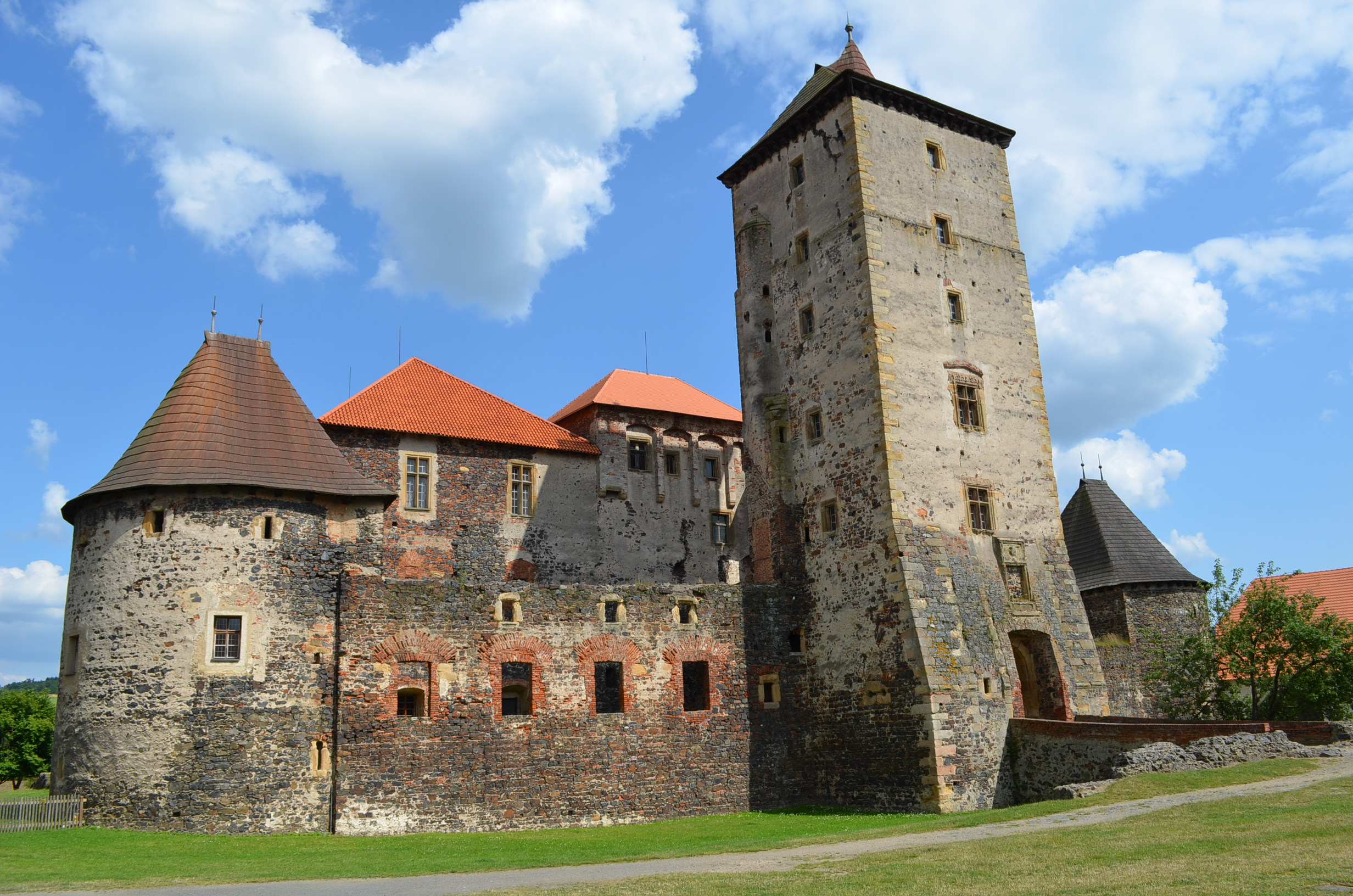
Château de Švihov : donjon.

## Transports
Par la route, Švihov se trouve à 10 km de Klatovy, à 33 km de Plzeň et à 121 km de Prague.